# St Magnus Church (Egilsay)

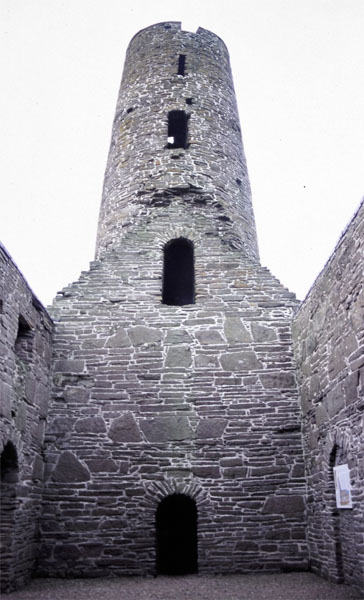
St. Magnus Church, toren gezien van binnenuit

De St Magnus Church of St Magnus Kirk is een 12e-eeuwse kerk gewijd aan Sint Magnus, gelegen op het westelijk deel van het eiland Egilsay, een van de Orkney-eilanden (Schotland). Sint Magnus werd volgens de Orkneyinga saga vermoord op Egilsay.

## Geschiedenis
The life of St Magnus noemt twee kerken: eentje waarin earl Magnus de nacht doorbrengt voor zijn confrontatie met earl Haakon (eindigend in zijn dood) en eentje die gebouwd werd op de plaats waar earl Magnus werd vermoord. De kerk die er thans staat is vermoedelijk de laatstgenoemde. Deze kerk moet gebouwd zijn tussen 1117, toen earl Magnus vermoord werd, en 1136 toen zijn martelaarschap werd erkend door bisschop William the Old en earl Rognvald Kali Kolsson.

## Bouw
De kerk bestaat uit een rechthoekig schip met een rechthoekige kansel en een ronde toren aan de westzijde. De toren is nog 14,9 meter hoog, maar is vermoedelijk 4,5 meter hoger geweest. De ronde toren wordt vaak in verband gebracht met de Ierse ronde torens, maar is waarschijnlijker een gevolg van de 12e-eeuwse contacten met East Anglia en Noord-Duitsland, waar eveneens ronde torens werden gebouwd.
De kansel bevatte het altaar. Erboven was een andere ruimte, bereikbaar door een deur in de muur van het schip boven de boog van de kansel. Dit was vermoedelijk de plaats waar de spullen voor de sacristie en eventuele relieken werden bewaard.
Het dak is verloren gegaan halverwege de 19e eeuw.

## Beheer
St Magnus Church wordt beheerd door Historic Scotland.